# Angel Town
Angel Town è un film statunitense del 1990 diretto da Erik Karson.

## Trama
Jacques Montaigne, studente proveniente dalla Francia e esperto di arti marziali deve proteggere una padrona di casa Maria Ordones e il figlio Martin da una banda di spietati criminali in un contesto pericoloso.